# Kokarda sličná
Kokarda sličná (Gaillardia pulchella) je vysoká letnička s velkými, sytě zbarvenými květy (květními úbory). Pochází z jihozápadních oblastí Spojených států a na rozhraní 18. a 19. století byla pro své krásné květy rozšířena do mnoha zemí po celém světě. V České republice se vysazuje již přes dvě století, někdy přechodně zplaňuje a stává se neofytem české flory.

## Popis
Jednoletá bylina s až 60 cm vysokou, rozvětvenou lodyhou. Listy má přisedlé, obkopinaté, podlouhlé, ze spodní strany měkce pýřité, 5 až 10 cm dlouhé a 0,5 až 1 cm široké. Tvarované bývají různě, mohou být celokrajné, zubaté i peřenolaločné.
Na stopkách dlouhých 5 až 20 cm vyrůstají květní úbory široké 3 až 5 cm. Ve středu květního lůžka bývá 40 až 100 drobných, oboupohlavných květů s trubkovitou korunou zbarvenou nažloutle, fialově či hnědě; někdy bývá i dvojbarevná. Po obvodě je 8 až 14 samičích jazykovitých květů s korunou načervenalou, purpurovou nebo vzácně žlutou, jejich liguly jsou dlouhé 1,5 až 3 cm. Trojřadý zákrov je tvořen mnoha úzce kopinatými, brvitými listeny. Ochmýřené nažky (semena), asi 2 mm dlouhé, jsou pyramidálního tvaru a bývají odnášeny větrem na dlouhé vzdálenosti. Ploidie druhu je 2n = 34.

## Pěstování
Rostliny nejlépe rostou ve středně suché, na humus a živiny bohaté, dobře odvodněné půdě na plném slunci. Nesnášejí zeminu kyselou, zamokřenou a nepropustnou. Semena se vysévají na venkovní stanoviště po přejití jarních mrazíků nebo do skleníků o čtyři až šest týdnů dříve. Vykvétají v období od května do srpna, pro prodloužení doby kvetení je vhodné odkvetlé květy ořezat a podpořit tak tvorbu nových. Ve středoevropském prostředí rostliny příliš netrpí škodlivým hmyzem, jen někdy na jejich listech sají mšice. Kokarda sličná se používá k plošné výsadbě, na lemy záhonů či chodníků a je vhodná i k řezu.
Bylo vyšlechtěno mnoho kultivarů hustého keřovitého vzrůstu s různě bohatými květy i s odchylně tvarovanými a rozličně zbarvenými paprsky jazykových květů, vyskytují se i dvojbarevné. Šlechtí se také na co největší pevnost a délku lodyhy i na dlouhou dobu kvetení. Kokarda sličná je společně s kokardou osinatou rodičem velmi úspěšného hybridu kokarda velkokvětá (Gaillardia x grandiflora), který se v současnosti velmi často pěstuje.

## Galerie

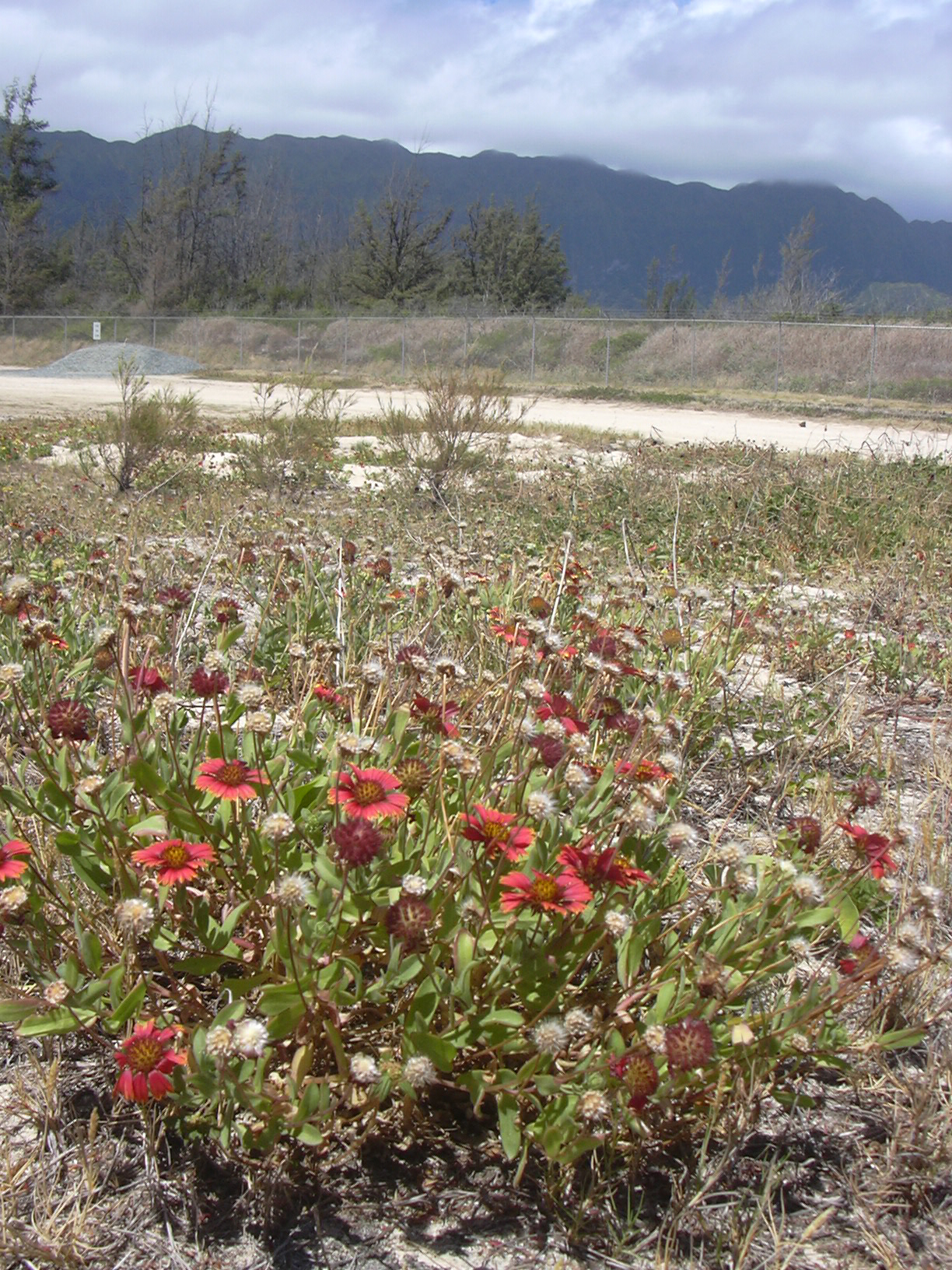
Téměř původní biotop
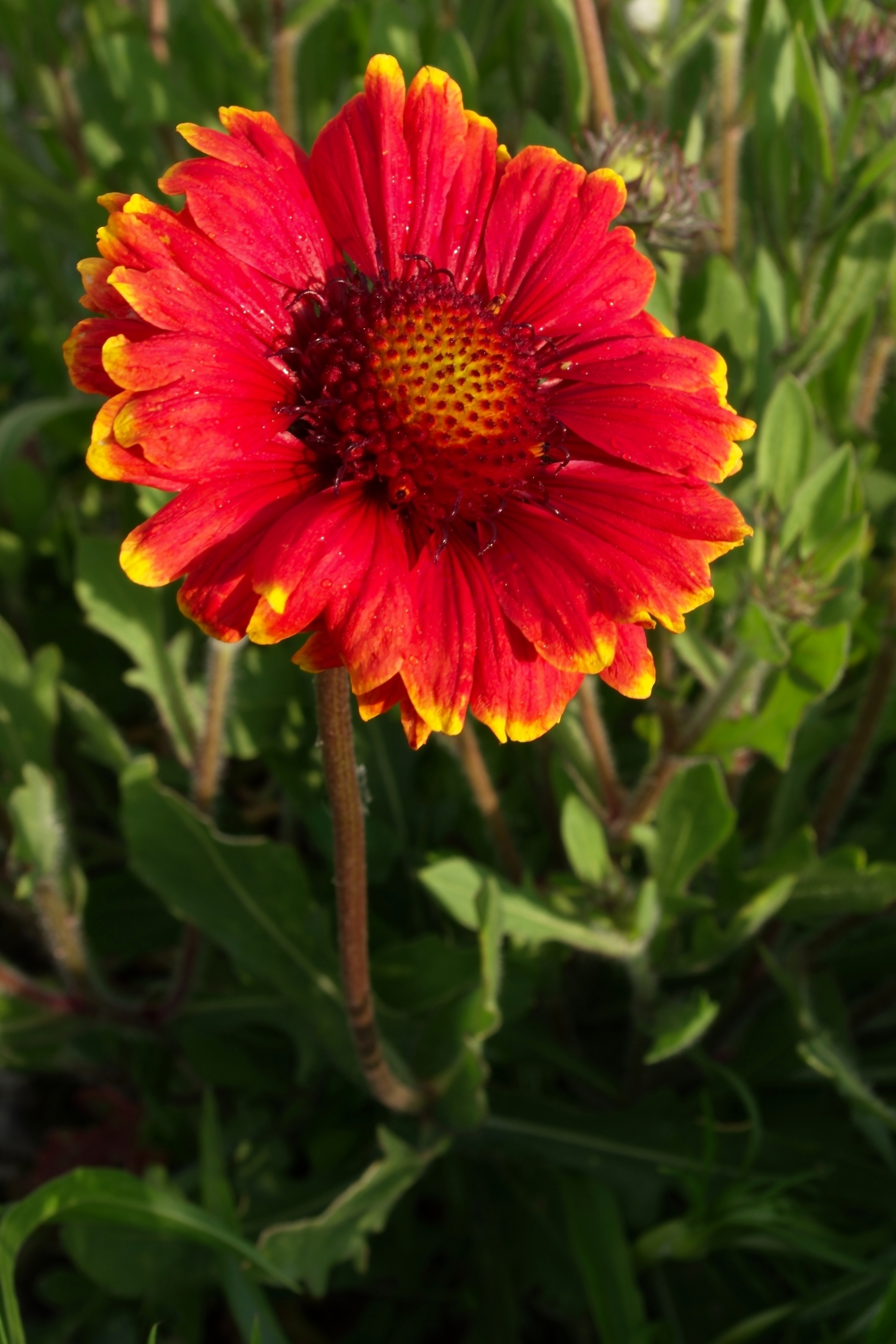
Rozkvetlý úbor kokardy sličné
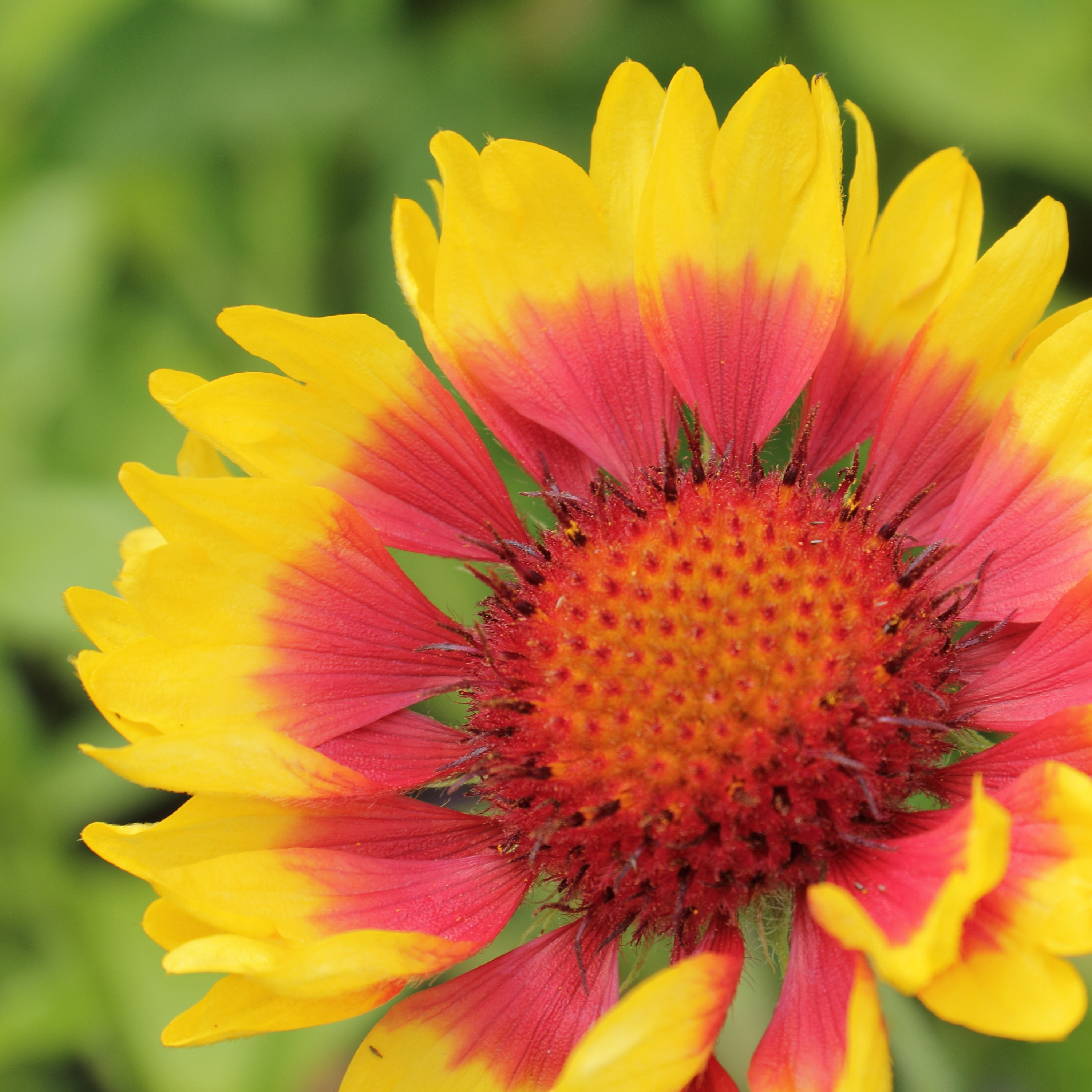
Hybridní kokarda velkokvětá